# Євфимія Силезька
Євфимія Силезька (1278/83? — червень 1347) — силезька принцеса, герцогиня Каринтійська і графиня Тіролю. 

## Біографія
Точна дата народження невідома. Народилась бл. 1280 р. в родині князя Силезії Генріха V та Єлизавети, доньки князя Великопольського Болеслава Побожного.  
1297 році вона вийшла заміж за Отто ІІІ, герцога Каринтії, який з 1295 року правив Тіролом і Каринтією разом з братами Генріхом і Людвигом. 
У шлюбі Євфимії та Отто ІІІ народилось 4 доньки:
- Елізабет (1298—1352), з 1322 р. в шлюбі з королем Сицилії Петром II
- Ганна (1300—1335), з 1338 р. в шлюбі з Графом Рейну Рудольфом II
- Урсула (?—1327)
- Євфимія (?—1329/1330)

Оскільки Отто ІІІ помер 1310 р., не залишивши синів-спадкоємців, його володіння перейшли до його молодшого брата Генріха Хорутанського. 
Євфимія пережила чоловіка на багато років і померла в червні 1347 року.